# Kurt Hildebrand von Loeben

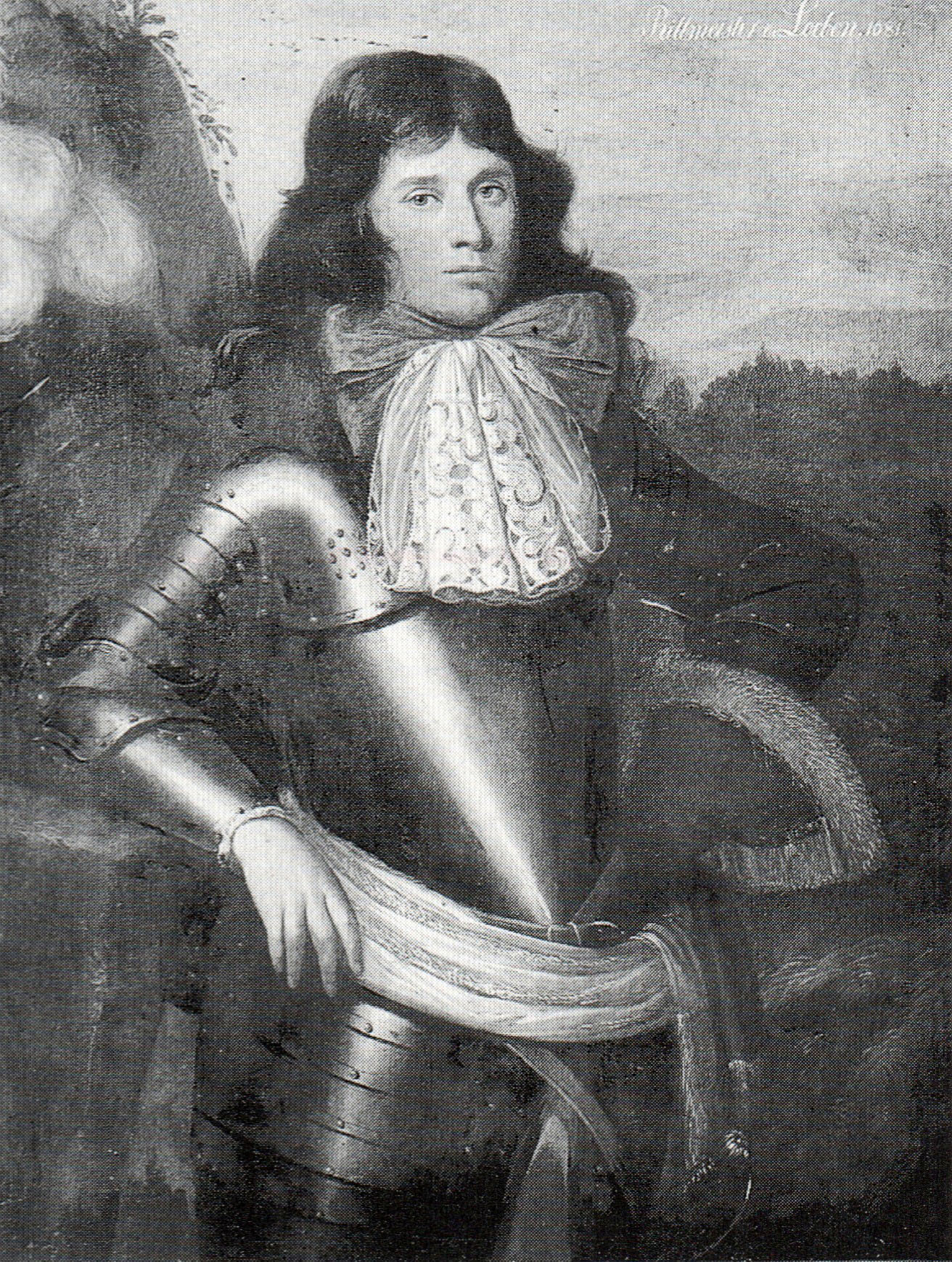
Kurt Hildebrand von Loeben als Rittmeister, Ölgemälde von 1681.

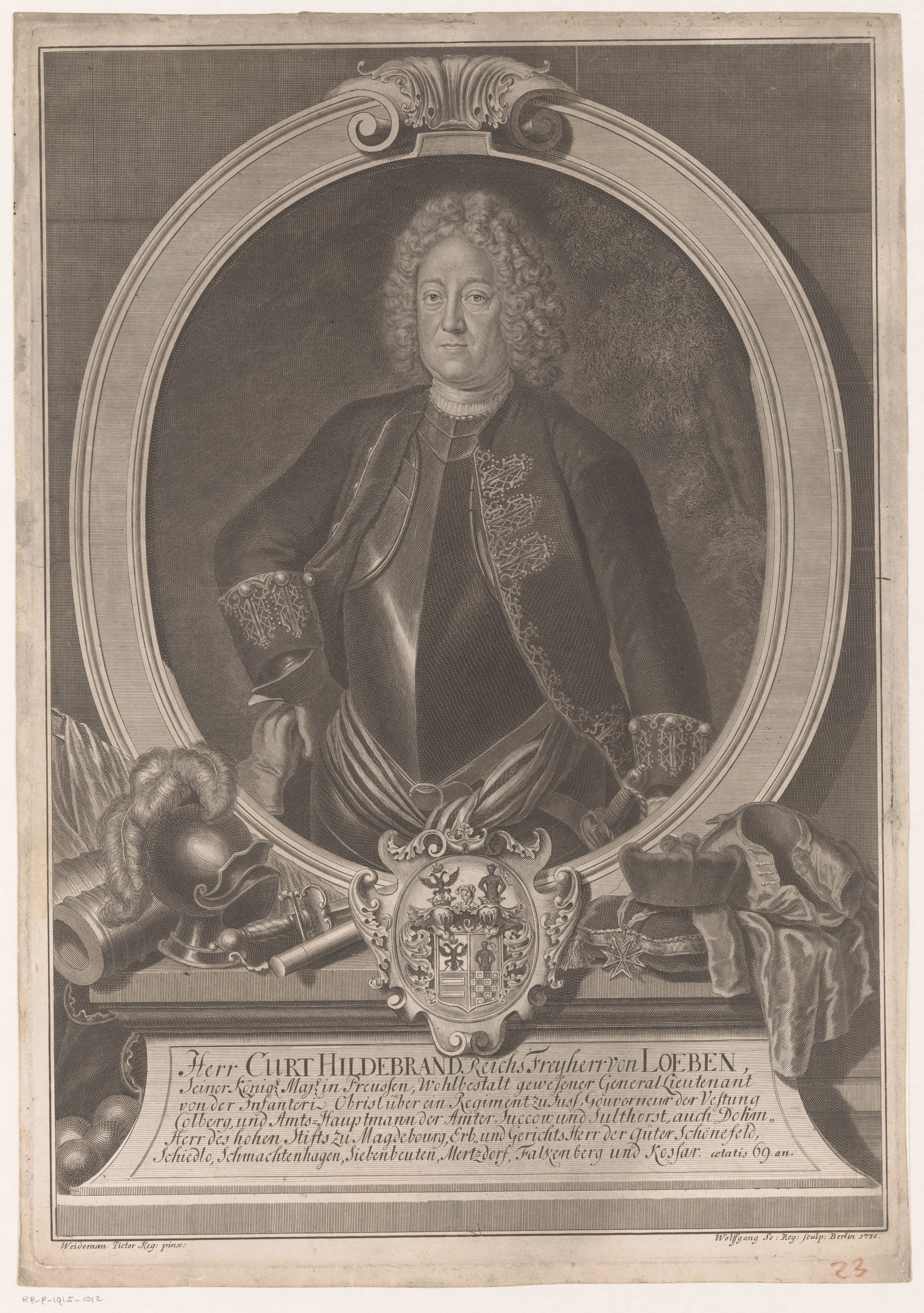
Kurt Hildebrand von Loeben als Generalleutnant.

Freiherr Kurt Hildebrand von Loeben (* 11. August 1661 in Hohenziethen im Landkreis Soldin; † 3. Februar 1730 in Berlin) war ein königlich preußischer Generalleutnant und Gouverneur von Kolberg. Zudem war er Chef des nach ihm benannten „Regiments Loeben zu Fuß“, Domherr des Stiftes von Magdeburg sowie Amtshauptmann von Suckow und Sulzholz als auch Erbherr auf Schönefeld, Schible und Siebenbeuthen.

## Leben
Seine Eltern waren Freiherr Adolph Maximilian von Loeben und Louise Hedwig von Burgsdorf. Sein Vater war Johanniterritter und Komtur auf Lagow. Sein Großvater mütterlicherseits war Georg Ehrentreich von Burgsdorff.
Er wurde zunächst durch Hauslehrer erzogen und ging dann für drei Jahre auf die Hohe Schule in Frankfurt an der Oder. Danach ging er auf seine Kavalierstour. In dieser Zeit kam er nach Den Haag, wo er Wilhelm von Oranien traf, der ihn in seine Leibwache aufnahm. Er blieb dort für ein und ein halbes Jahr. Der Prinz bot ihm eine Stelle als Fähnrich, aber auf Drängen seiner Verwandten kehrte er nach Berlin zurück. Dort machte ihn der Kurprinz Friedrich zu seinem Kammerjunker. Der Prinz schickte ihn nach Hannover, um dort um die Prinzessin Sophie Charlotte zu werben. Loeben hatte aber letztlich wenig Interesse am Hofleben, und so ernannte ihn der Kurfürst Friedrich Wilhelm zum Generaladjutanten des Generals von Schöning. Der General war Kommandant der preußischen Hilfstruppen, die nach Ungarn geschickt wurden, um den Kaiser gegen die Türken zu unterstützen. Der General machte ihn zum Generalquartiermeister. Er war darin sehr erfolgreich und wurde dafür von Kaiser Leopold I. mit Geschenken belohnt. So befand er sich 1686 bei der Belagerung von Ofen. Die Brandenburger Truppen kehrte daraufhin am Ende des Jahres zurück. Loeben und Schöning gingen zunächst nach Wien, um dort den Kaiser zu treffen. Danach kehrte auch sie nach Brandenburg zurück.
Loeben legt verließ nun endgültig seine Position als Kammerherr. Er bekam dafür eine Kompanie im 4. Bataillon der Leibgarde. Als Friedrich Kurfürst geworden war, schickte er ihn zusammen mit seinen Truppen an den Rhein. Dort nahm er 1689 an der Belagerung von Bonn und anderen Kämpfen teil. Im gleichen Jahr wurde er auch Major. Am 12. März 1705 wurde er Oberstleutnant der Grenadiergarde und schon am nächsten Tag Oberst der Füsiliergarde (1806 Infanterie-Regiment No. 1).
Im spanischen Erbfolgekrieg kämpfte er 1705 in Hagenau und 1707 in Brabant. 1708 fand man ihn bei der Eroberung von Lille. 1709 wurde er zurückgerufen und am 21. Januar 1710 zum Brigadier befördert. Er kehrte nach Brabant zurück, wo er 1710 und 1711 blieb. Nach dem Frieden von Utrecht kehrte er mit fünf Bataillonen nach Magdeburg zurück. Am 16. Mai 1713 ernannte ihn König Friedrich Wilhelm I. zum Generalmajor und gab ihm die Stelle als Domherr des Stiftes Magdeburg. 1714 übernahm er ein neuerrichtetes Regiment „Loeben zu Fuß“, mit dem er im Pommernfeldzug 1715/1716 an der Belagerung von Stralsund teilnahm. Er selbst führte in der Nacht vom vierten auf den fünften November 1000 Mann bei Sturm auf das Hornwerk.
Am 6. Mai 1721 wurde er zum Generalleutnant ernannt und 1724 zum Gouverneur von Kolberg.

## Familie
Er war zweimal verheiratet. Seine erste Frau war seit 1686 Dorothea Juliane von Krosigk († 20. April 1711), eine Tochter von Ludolf Lorenz von Krosigk aus dem Haus Hohenerxleben. Das Paar hatte 24 Kinder aber 16 starben noch vor dem Vater, es blieben vier Söhne und vier Töchter, darunter:
- Charlotte Juliane († 19. November 1747)[1] ⚭ Georg Abraham von Arnim
- Louise Christina (* 10. März 1690; † 19. April 1722) ⚭ Anselm Christoph von Bonin
- Friedrich Wilhelm
- Gottlieb Maximilian
- Johanna Dorothea
- Rudolf Kurt Leberecht (* 1690; † 22. November 1746) preußischer Generalmajor ⚭ Sophiea Friderike von Arnim, Tochter des Feldmarschalls von Arnim.
- Alexander Samuel († 12. Oktober 1780) Kammerpräsident in Minden-Ravensberg, erster Direktor der Kammer in Breslau[2] ⚭ Marie Antoinette von Kuenheim († 8. Februar 1793)[3]
- Louise Dorothea

Seine zweite Frau heiratete er 1714. Mit Theodora Hedwig von Burgsdorf († 22. Februar 1746) verwitwete von Below hatte er eine Tochter, die gleich nach der Geburt starb.